# David Ricardo Williams
David Ricardo Williams (* 28. Februar 1923 in Kamloops, British Columbia, Kanada; † 29. Januar 1999 in Duncan) war ein kanadischer Jurist, Historiker und Schriftsteller.

## Leben
David Ricardo Williams wurde 1923 als Sohn einer langen Reihe von Land-Pfarrern der Church of England geboren. Seine formenden Jahre verbrachte er in Vancouver und studierte Rechtswissenschaften an der University of British Columbia in den späten 1940er Jahren. 1949 wurde er in British Columbia als Anwalt zugelassen und zog nach Duncan, wo er viele Jahre als Anwalt für Zivil- und Strafrecht praktizierte.
1969 wurde er zum Queen’s Counsel ernannt. William war einer der Gründer des B.C. Forest Museums und arbeitete als Berater des Senats und Gouverneurs von British Columbia. Später wurde er außerordentlicher Professor an der Juristischen Fakultät der University of British Columbia und 1980 an der University of Victoria.
David Ricardo Williams veröffentlichte seit 1966 Bücher zur Landes- und Rechtsgeschichte seiner Heimat, wobei er die meisten seiner Werke in den 1980er und 1990er Jahren verfasste. Dennoch praktizierte er weiterhin in seinem Beruf als Jurist. Als wichtiges Mitglied der Writers Union of Canada gab er seiner Vereinigung oft juristischen Rat oder konterte die zuweilen verworrene, liberale Rhetorik von außen.
1985 war er mit seinem Werk Duff: A Life in the Law der erste Preisträger des zu den BC Book Prizes gehörenden Hubert Evans Non-Fiction Prize
Williams starb am 29. Januar 1999.

## Werk
- 100 Years at St. Peter’s Quamican. 1966; Neuauflage 1991.
- The Man for a New Century: Sir Matthew Baillie Begbie. Gray’s Publishing 1977; NA 1980.
- Simon Peter Gunanoot: Trap-Line Outlaw. Sono Nis, 1982; Trapline Outlaw, Sono Nis, 2005.
- Duff: A Life in the Law. 1982.
- Mayor Gerry: The Remarkable Gerald Grattan McGeer. 1986.
- Ace of Pentacles. Sono Nis, 1990. (Roman)
- Yesterday, Today and Tomorrow: A History of Vancouver’s Terminal City Club (Terminal City Club, 1992).
- With Malice Aforethought. 1993.
- Just Lawyers. Seven Portraits. 1995.
- Call in Pinkerton’s. American detectives at work for Canada. 1998.

## Auszeichnungen
- 1980: UBC Medal for Canadian Biography, The Man for a New Century: Sir Matthew Baillie
- 1985: Hubert Evans Non-Fiction Prize, Duff: A Life in the Law